# Ліга КОНКАКАФ
Ліга КОНКАКАФ (англ. CONCACAF League, ісп. Liga Concacaf) — щорічний футбольний турнір, що проводиться КОНКАКАФ серед клубів країн Центральної Америки і Карибського басейну. Про створення турніру було оголошено в травні 2017 року.
Офіційна назва турніру — Scotiabank CONCACAF League, по титульному спонсору — Scotiabank.

## Формат
У турнірі беруть участь 16 команд: по дві команди від Гватемали, Гондурасу, Коста-Рики, Нікарагуа, Панами і Сальвадора, одна команда від Белізу, а також команди, які зайняли друге, третє та четверте місця в Карибському клубному чемпіонаті. Турнір проводиться за олімпійською системою на вибування, кожен раунд грається в два матчі (вдома і в гостях). Переможець турніру кваліфікується для участі в Лізі чемпіонів КОНКАКАФ.

## Фінали
| Ліга КОНКАКАФ | Ліга КОНКАКАФ          | Ліга КОНКАКАФ       | Ліга КОНКАКАФ                   |
| Сезон         | Переможець             | Рахунок             | Фіналіст                        |
| ------------- | ---------------------- | ------------------- | ------------------------------- |
| 2017 Огляд    | Олімпія (Тегусігальпа) | 0:1, 1:0 (4:1 пен.) | «Сантос де Гуапілес» (Гуапілес) |
| 2018 Огляд    | Ередіано (Ередія)      | 2:0, 1:2            | «Мотагуа » (Тегусігальпа)       |